# Te'el-hunu

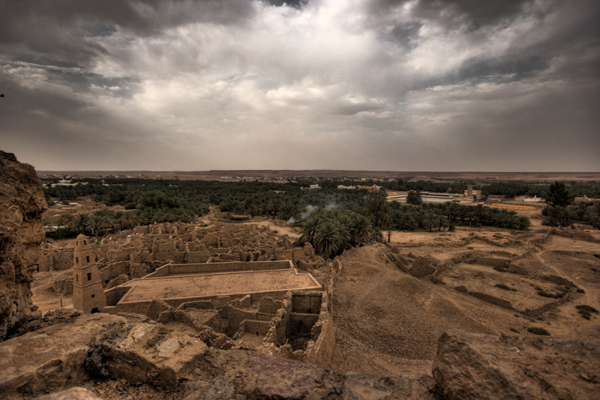
Ruinas de la antigua Adummatu, en la que ahora es Dumat al-Jandal, en el noroeste de la actual Arabia Saudita.

Te'el-hunu (también Te'el-humu) fue una reina gobernante de las tribus árabes nómadas de Qedar que gobernó en el siglo VII a. C., hasta 690 a. C.  Fue precedida por Iatie y sucedida por la reina Tabua.
Fue la cuarta de seis reinas árabes atestiguadas (como sarratu) en documentos asirios entre Tiglatpileser III y Asurbanipal: Zabibe, Samsi, Iatie, Te'el-hunu, Tabua y Adia, las cinco primeras como soberanas gobernantes.  Según los textos asirios, ella también servía como apkal-latu (sacerdotisa) entre su pueblo.
En 690 a. C., los asirios bajo Senaquerib pusieron punto final a cualquier amenaza potencial para Asiria desde el suroeste después de derrotar a la  reina Te'el-hunu y su "asociado masculino" Kaza'il, saquearon su capital Adummatu y trajeron cautiva a la reina a Nínive junto con un gran botín de camellos, estatuas divinas, especias y joyas.
Cuando Asarhaddón se convirtió en rey de Asiria, hizo las paces con los Qedaritas en Adummatu enviando de vuelta las estatuas divinas de Al-lat, Nuhay y Orotalt junto con la princesa Tabua, pariente y sucesora de Te'el-hunu, que puede haber sido la hija de Te'el-hunu y Senaquerib.